# Maximilian David
Maximilian (Max) David (Starý Jičín, Moravska, 7. prosinca 1859. - u.?), moravski inženjer.

## Životopis
Inženjer David rođen je 7. prosinca 1859. u Alttitscheinu u Moravskoj (danas Starý Jičín u Češkoj). Studij na Višoj tehničkoj školi u Brnu završio je 1883., te je neko vrijeme radio kao asistent u toj ustanovi,  a zatim za različite tvrtke u Češkoj, odnosno Slovačkoj. Od 1890. djeluje u Mostaru, gdje je ostao do prelaska u Tuzlu, 1907.
Projektirao je sljedeće zgrade:
- Okružni sud i zatvor u Mostaru (1891. – 1892.)
- proširenje Djevojačke škole Sestara Milosrdnica u Mostaru (1903.)
- zgrada Biskupskog ordinarijata u Mostaru (1906.)
- dogradnju katoličkih župnih zgrada u Nevesinju
- školu u Širokom Brijegu
- školu u Ljutom Docu
- crkvu na Čerinu
- crkvu u Gradnićima
- crkvu u Stocu